# Astapkowiczskoje
Astapkowiczskoje (ros. Астапковичское сельское поселение) – jednostka administracyjna (osiedle wiejskie) wchodząca w skład rejonu rosławskiego w obwodzie smoleńskim w Rosji.
Centrum administracyjnym osiedla wiejskiego jest dieriewnia Astapkowiczi.

## Geografia
Powierzchnia osiedla miejskiego wynosi 318,2 km², a jego główne rzeki to Wiazowka i Rydyga. Przez terytorium jednostki przechodzi droga federalna A-130 (Moskwa – Małojarosławiec – Rosław – granica z Białorusią) oraz linia kolejowa Rosławl I  – Kryczau.

## Historia
Osiedle powstało na mocy uchwały obwodu smoleńskiego z 28 grudnia 2004 r., z późniejszymi zmianami – uchwała z dnia 20 grudnia 2018 roku, w wyniku której w skład jednostki weszły wszystkie miejscowości zlikwidowanych osiedli Lesnikowskoje i Choroszowskoje.

## Demografia
W 2020 roku osiedle wiejskie zamieszkiwało 2138 osób.

## Miejscowości
W skład jednostki administracyjnej wchodzi 33 miejscowości (wyłącznie dieriewnie): Astapkowiczi, Atrochowka, Bachariewka, Bywalskoje, Choroszowo, Chriepilewo, Czepiszczewo, Durowszczina, Fiedorowskoje, Garniewo, Głotowka, Iwanowskoje, Kisłowka, Kołpienica, Kozłowo, Krasnaja Gorka, Kuchariewo, Lesniki, Mochi, Nikolskoje, Osipkowo, Pałom, Pietrowo, Połszyno, Rogowo-1, Rogowo-2, Słoboda, Sniegiriewo, Tupiczino, Tworożkowo, Zawiety Iljicza, Zorki, Żabino.